# Western Air Defense Sector
Western Air Defense Sector (WADS) er en enhed i North American Aerospace Defense Command's og beliggende i Tacoma, Washington. WADS er den vestlige luftforsvarssektor af NORAD's Continental NORAD Region (CONR) sammen med den østlige luftforsvarssektor Eastern Air Defense Sector (EADS), og er begge ansvarlige for forsvar og overvågning af USA's luftrum.